# Sixième congrès panafricain
Le sixième congrès panafricain du 19 juin au 27 juin 1974 à Dar-es-Salaam, en Tanzanie est un congrès qui s’inscrit dans le mouvement politique du Panafricanisme.
Le congrès seest structuré autour de trois problématiques qui ont mené à trois accords : un sur la « politique générale, une autre relative à l'économie, et la dernière sur la culture ». Sur le sujet de la politique générale les grands objectifs furent de réaffirmer les combats pour « la lutte pour la libération nationale en Afrique, la discrimination raciale en Afrique, aux Amériques et ailleurs, ainsi que la question du colonialisme, du néo-colonialisme et de l'impérialisme » . C'est le premier congrès panafricain qui se déroule en terre d'Afrique. Cette réunion s'est « sciemment inscrire dans la tradition des conférences nées de la riposte des Africains à leur oppression dans la première moitié de ce siècle ». Une tradition de grande assemblée panafricaine qui n'avait pas eu lieu depuis 29 ans, soit lors du cinquième congrès en 1945 à Manchester.

## Un congrès et des divisions
Le congrès s'ouvre le 19 juin 1974 avec le discours d'ouverture du président tanzanien Julius Nyerere, alors élu président du congrès et par une bande enregistrée du président Sékou Touré de République de Guinée. La décision fut prise de faire de ces deux documents la base de réflexion, de discussion et d'inspiration pour les travaux du Congrès. Ces discours ont permis de resituer la rencontre dans son contexte historique. Les deux hommes avaient pour objectifs de rappeler l'accession de la plupart des peuples d'Afrique à l'indépendance politique, mais aussi les luttes de libération toujours en cours sur le continent (notamment en Afrique australe) et en Amérique du Nord.
Les trois premières journées ont été consacrées à l'audition des diverses délégations. Néanmoins le congrès fut largement dominé par certains des participants. La très forte participation des Afro-Américains répartis en différents groupes culturels et politiques ont dépassé en nombre l’ensemble des délégations réunis pour l'événement. Cette forte participation afro-américaine a pesé sur tout le déroulement de l'événement aussi bien au niveau des débats et sur le climat général. Cette forte présence s'explique par un affaiblissement du mouvement pan-africaniste sur le continent africain alors qu'aux États-Unis la lutte des Afro-Américains est en plein essor grâce à l’émergence et le combat de grandes figures comme Martin Luther King ou Malcolm X pour le mouvement des droits civiques.
Ces revendications individualistes ont à l'époque fragilisé l'unité du mouvement malgré une unité historique profonde. Des diversités qui ne font que refléter les différents contextes historiques des délégations. Des passés et des contextes différents qui influencent forcement dans les discussions et la vision des priorités de chacun. Dans cette situation, la force du panafricanisme a consisté à savoir concilier unité et diversité. « En d'autres termes, ses diverses composantes internes doivent s'interpeller dans un dialogue solidaire tout en évoluant dans des contextes spécifiques. Il s'agit de prendre conscience de l'enjeu de cet équilibre dynamique ».

## Les trois grandes axes (politique, économie et culture)
À la suite des débats le congrès publie plusieurs déclarations. Une de politique générale, une sur les décisions et les choix économiques de l'Afrique, une autre sur la culture et enfin une dernière sur l'Afrique Australe.

### La politique générale: le combat pour la libération
Dans la déclaration générale du Congrès les partis se sont accordés sur neuf points. Le congrès réaffirme son intention de lutter pour la libération des derniers territoires colonisés ou occupés afin d'assurer l'indépendance politique des pays d'Afrique ; de lutter contre l'impérialisme, les inégalités mais aussi de renforcer les actes de coopérations internationales.
1. Mettre fin à la domination étrangère en Afrique, en liquidant les hases des derniers régimes coloniaux et racistes, parce qu'aussi longtemps qu'une partie du continent africain gémira sous le poids de la domination étrangère, de l'irresponsabilité et de l'indignité, la  personnalité et l'intégrité morale de chaque homme, d'origine africaine ou non, s'en trouveront atteintes.
2. Liquider les régimes où sévit le néo-colonialisme, étant donné qu'ils entravent aussi bien la liquidation des derniers régimes coloniaux que la réalisation de l'Unité africaine et en tant qu'ils constituent les aspects concrets de l'oppression impérialiste sur nos peuples.
3. La liquidation des hases militaires installées dans les États africains contribue à l'indépendance politique et à la libération totale de l'Afrique.
4. Renforcer l'unité des peuples d'Afrique, des peuples d'ascendance noire et tous les autres.
5. Faire appel à toutes les forces progressistes en Afrique et dans le monde afin qu'elles apportent une aide politique et matérielle aux mouvements de libération en Afrique et hors d'Afrique.
6. La stratégie du Panafricanisme révolutionnaire se définit fondamentalement dans la lutte anti-impérialiste, anticolonialiste, antinéo-colonialiste et anticapitaliste, lutte qui est un moyen de promouvoir l'égalité, la démocratie et le développement d'une nouvelle société :
a) Le peuple doit constituer les fondements de cette lutte généralisée et les aspirations des masses et des classes travailleuses doivent en être la force motrice sous-jacente.
b) Elle doit se définir dans la lutte des classes au niveau national et international comme étant le fondement rationnel pour expliquer et trouver des remèdes aux injustices sociales, à l'exploitation, à l'oppression et an racisme.
c) Elle doit donc être révolutionnaire.
7. Fondé sur les objectifs communs de la lutte anti-impérialisme, le Panafricanisme révolutionnaire tient compte des particularités au niveau de l'organisation et de la tactique des différentes forces qui la composent de par le monde, à condition que cette tactique et cette organisation soient subordonnées au but ultime : la destruction du capitalisme et de ses produits.
8. En 1974, le Panafricanisme vise à la restauration totale de la dignité et de la responsabilité des peuples, à la transformation radicale de toute la société et de l'humanité entière, et à l'évolution complète de l'homme de même qu'à l'émergence de sociétés socialistes.
9. Le Panafricanisme exclut donc toutes les considérations raciales, tribales, ethniques, religieuses ou nationales ; il englobe la cause de tous les peuples opprimés du monde et s'oppose à toutes les forces réactionnaires du monde entier [1].

Le congrès a porté une attention toute particulière à la situation en Afrique australe en publiant la « Déclaration du 6e Congrès Panafricain sur la lutte de libération nationale en Afrique australe ». Cette partie du continent est encore plongée dans les guerres coloniales portugaises. Depuis 1961 le Portugal refuse d'accorder l’indépendance à ces colonies de l'Angola, de la Guinée-Bissau et du Mozambique et les combats font encore rage lors du congrès.

### La dimension économique
Le congrès n'a pas porté uniquement son regard sur les aspects et les questions politiques. Le sujet de l'économie à lui aussi été grandement abordé. Les partis se ont mis d'accord sur des politiques économiques communes tout en respectant les particularités des économies nationales. Cette déclaration n'a pas soulevé des oppositions notables dans les débats et le congrès s'est vite mis d’accord sur six points.
1. Le développement économique par l'auto-suffisance
2. Démocratisations des instance internationales
3. Résolution sur la lutte contre l'impérialisme économique
4. L'organisation économiques des zones libérés
5. Utilisation des ressources de l'Afrique
6. Sécheresse et famine en Afrique[1]

Il est clair que le congrès veut s'assurer à travers le choix de « l'auto-suffisance » de couper tous les liens avec les systèmes économiques des métropoles colonisatrices et impérialistes. Il s'agit aussi d'assurer la souveraineté des pays libérés sur leur système économique mais aussi sur les ressources naturelles du continent.
L'accent a été mis sur la nécessité de trouver des moyens précis et opérationnels pour juguler des problèmes concrets et urgents tel que  les famines qui ravagent certaines parties du continent et « menacent de détruire leurs différents équilibres de base (écologique, démographique) ». A la lecture de la déclaration on remarque que les discours politiques on laisser place à des plans d'actions érigés avec esprit de rigueur et un sens des réalités. Le congrès semble avoir avant tout chercher à comprendre et régler des problèmes qui affectent les populations sans perdre trop de temps à formuler des discours idéologiques sans impacts concrets sur le terrain.

### La dimension culturelle du congrès
La culture ne fut pas oublié du Congrès au milieu des débats et la Commission culturelle a elle aussi publié sa déclaration à la fin des travaux. Une déclaration en douze points qui insiste notamment pour que les « programmes d'enseignement, enseigne avant tout à l'enfant sa localité, sa nation l'Afrique, et enfin le monde tout en réhabilitant nos valeurs et nos héros qui avaient été méprisés par la colonisation » . Cette volonté d’enseigner l'histoire de l'Afrique, des africains et des particularités locales vient s'opposer à l'impression que l'histoire africaine n'est faite que de l'épisode de l'esclavagisme et de la colonisation. Le congrès ramène à la lumière la grande histoire de l'Afrique et non pas seulement celle liée aux années les plus noires du continent sous des influences extérieures.
Le congrès veut aussi s'assurer que les langues africaines deviennent des langues écrites et le véhicule de la pensée scientifique. Pour cela la décision est prise que les œuvres littéraires, philosophiques, et scientifiques capables d'accélérer le développement du continent serraient traduite dans les langues africaines devenues des langues de l'écrit. Cette importance donné à la culture par le congrès vient sans doute du besoin des Africains de se réapproprier leur espace culturel après qu'il a été lui aussi dominé et rejeté par les colonisateurs européens qui ont là aussi imposé vision et leur culture.